# Sameer Alassane
Sameer Alassane (* 24. Dezember 2000 in Singapur), mit vollständigen Namen Gaye Sameer Alassane, ist ein malisch-singapurischer Fußballspieler.

## Karriere
Sameer Alassane steht seit 2019 bei Balestier Khalsa unter Vertrag. Der Verein spielte in der ersten Liga, der Singapore Premier League. Sein Erstligadebüt gab er am 31. März 2019 im Spiel gegen Geylang International. Hier wurde er in der 90.+1 Minute für Daniel Goh eingewechselt.